# 김용순 (1926년)
김용순(金容珣, 1926년 4월 15일~1975년 11월 10일)은 대한민국의 군인, 정치인이다. 제2대 중앙정보부장, 제6·7대 국회의원을 지냈다.

## 학력
- 1947년 조선경비사관학교 졸업
- 1948년 조선경비보병학교 졸업
- 1951년 육군기갑학교 졸업
- 1953년 육군대학 졸업
- 1956년 국방대학교 행정학사 1기
- 1959년 단국대학교 단국대학교 법정학과 학사
- 1963년 경희대학교 경희대학교 대학원 정치외교학과 정치학 석사
- 1966년 대한민국 국방대학원 행정학 석사

## 주요 이력
그는 박정희, 김종필, 장도영 등과 함께 5.16 군사 정변에 참여하였고, 5 ·16군사 정변 직후 국가재건최고회의 최고위원, 국가재건최고회의 문사위원장, 1963년 중앙정보부장, 국가재건최고회의 내무위원장, 중앙정보부장 고문, 국회 국방위원회 위원 국회 운영위원회 위원장, 7대 국회의원 등을 역임했다. 그밖에 한강개발공사이사와 1968년 대한역도연맹 회장과 5.16 민족상 재단 부회장, 1970년 5.16 민족상재단 회장, 등을 지냈다. 경상남도 출신.

## 생애

### 군 복무
경상남도 하동군에서 태어났다. 6.25 전쟁에 참전하였고, 1952년에는 육군대학에 입교하여 그 이듬해인 1953년에 졸업하였다. 바로 육군본부 비서실장에 임명되고 1954년 중화민국에 다녀왔다. 육군 복무 중 1955년 3월 단국대학교 법정학부에 입학하여 1959년 2월 단국대학교 법정학부를 졸업하였다. 글을 잘 지었던 그는 현역으로 복무 중 몇 편의 수필과 칼럼을 기고하기도 했다. 1958년 3월 14일 육군 준장 (임기제 진급)으로 진급하였으나, 1960년 군 숙정 때 예편위기를 맞았다. 1960년부터 박정희, 김종필, 장도영 등과 연결, 5.16 군사 정변에 참여하였다.
2월 14일 정식 준장으로 진급하였으며, 5.16 군사 정변에 가담했다. 5·16 군사 정변 직후 1961년 5월 20일 군사혁명위원회를 구성하고 위원이 되었으며 곧이어 육군 경상남도지구 계엄사령부 부사령관 겸 사령관 직무대리에 전보되었다. 이어 그 해 7월 4일 군사혁명위원회가 국가재건최고회의로 재편되면서 최고회의 최고위원 겸 상임위원에 다시 전보되었다. 그 해 1961년 11월 육군 소장으로 진급하고 육군군수기지사령부 부사령관 겸 사령관 직무대리로 부임하였다. 1962년 7월 11일 육군 군수기지사령부 사령관 직무대리에서 국가재건최고회의 문교사회분과 위원장으로 전보되었고 이어 국가재건최고회의 헌법심의위원을 겸하였다. 이어 재건국민운동 초안을 작성, 발표하였다. 1963년 1월 중앙정보부장에 취임하였다. 그러나 김종필 세력의 견제를 받다가 결국 2월 20일 사퇴하고 중앙정보부장 고문으로 전임되었다. 같은 해 2월 21일 국가재건최고회의 내무위원장을 지내고, 1963년 9월 30일 육군 중장 승진과 동시에 예편하였다.
그는 5.16 성공 이후 1962년 경희대학교 대학원 정치외교학과에 입학하였으며 1963년 8월에 경희대 대학원 정치외교학과를 정치학 석사 조기 졸업하였다ᆞ

### 정치 활동
1963년 1월부터 재건당과 민주공화당 조직에 참여하고 공화당 상임위원에 선임되었다. 이어 그는 당내 반(反) 김종필파에 가담하였다. 그해 6월 그가 이규광에게 정보수집에 쓰라고 비밀리에 이규광에게 준 돈이 문제가 되어 7월 박창암, 박임항 사건의 증인으로 호출되기도 하였다. 그해 9월 삼천포, 사천, 하동 지역구에서 6대 국회의원에 출마, 12월의 선거에서 당선되어 국회에 입성하고, 6대 국회에서 국회 운영위원장을 지냈다.
1964년 5월부터 7월에는 국공유지 불하 의혹을 받았으나 헛소문으로 밝혀졌다. 1965년 7월 국회 운영위원장으로 중화민국에 다녀온 뒤 그해 11월 3일 민주공화당 경상남도지구당 운영위원장과 공화당 삼천포시하동군사천군지구당 위원장을 맡아보았다. 11월 30일부터는 국회 국방위원회 위원을, 12월 21일부터는 국회 내무위원회 위원을 겸임하였다. 1966년 11월 2일에는 국회 예산결산심의위원을 겸하였다. 5.16민족상재단이 설립되자 김종필이 이사장이 되고 김용순은 부위원장에 임명되었다.
1967년 4월 7대 국회의원에 민주공화당 공천으로 출마하여 그해 6월에 재선되었으며, 10월 4일에 국회 재경위원회 위원에 배정되었다. 1963년부터 대한역도연맹의 이사장으로 있었고, 1968년 12월 23일에는 대한역도연맹 회장에 선출되었다. 1969년에는 5 ·16민족상 이사장이 되었다.

### 생애 후반
1969년 11월 25일부터는 국회 재경위원회 위원으로 내정되었다. 한편 69년 1월 8일부터는 국회의원으로 재직 중 한강개발공사 회사의 이사를 겸하기도 했다. 1971년 2월 8대 국회에 공천신청을 하였으나 낙천되었다. 이후 중앙정보부 특별보조관과 5.16 민족상재단 이사장, 한강개발공사의 이사로 활동했다. 1975년 3월부터는 육사 3기생 동기회에 참석하였다.
1등 근무공로훈장, 건국공로훈장, 금성무공훈장, 을지무공훈장 등을 받았다. 1975년 11월초 식도내출혈로 서울 신촌세브란스병원에 입원했으나, 11월 10일 오후 1시 세브란스병원 응급실에서 사망했다.

## 상훈 경력
- 1등 근무공로훈장
- 건국공로훈장
- 금성무공훈장
- 을지무공훈장

## 역대 선거 결과
|  | 62.14% |

|  | 64.31% |

## 같이 보기
- 5.16 군사 정변
- 제3공화국
- 중앙정보부
- 박정희
- 장도영
- 김종필
- 이후락
- 윤일균

| 전임 김종필 | 제2대 중앙정보부장 1963년 1월 7일 ~ 1963년 2월 20일 | 후임 김재춘 |